# Sankt Hansgatan 41
Sankt Hansgatan 41 är ett medeltida packhus i Visby.
Byggnaden är ett av stadens mer välbevarade packhus och kan dendrokronologiskt dateras till omkring 1240. Det består av en välvd högkällare i två plan med två magasinsvåningar. Packhuset är med ett valvhus förbundet med en forna kyrkogårdsmuren runt Sankt Lars kyrka.

## Bilder

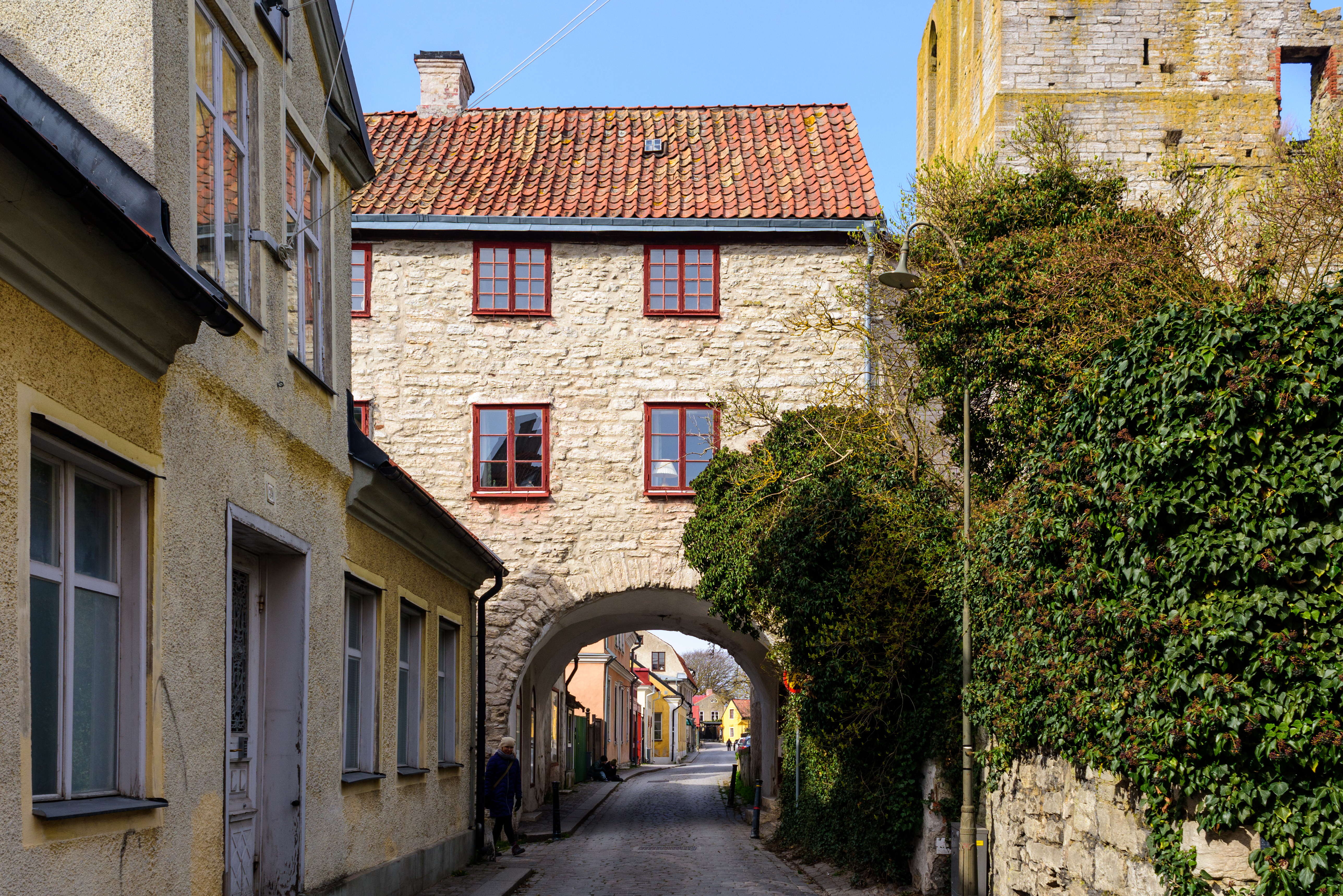
Huset fasad mot söder sedd från Sankt Hansgatan med Sankt Lars kyrkoruin till höger.
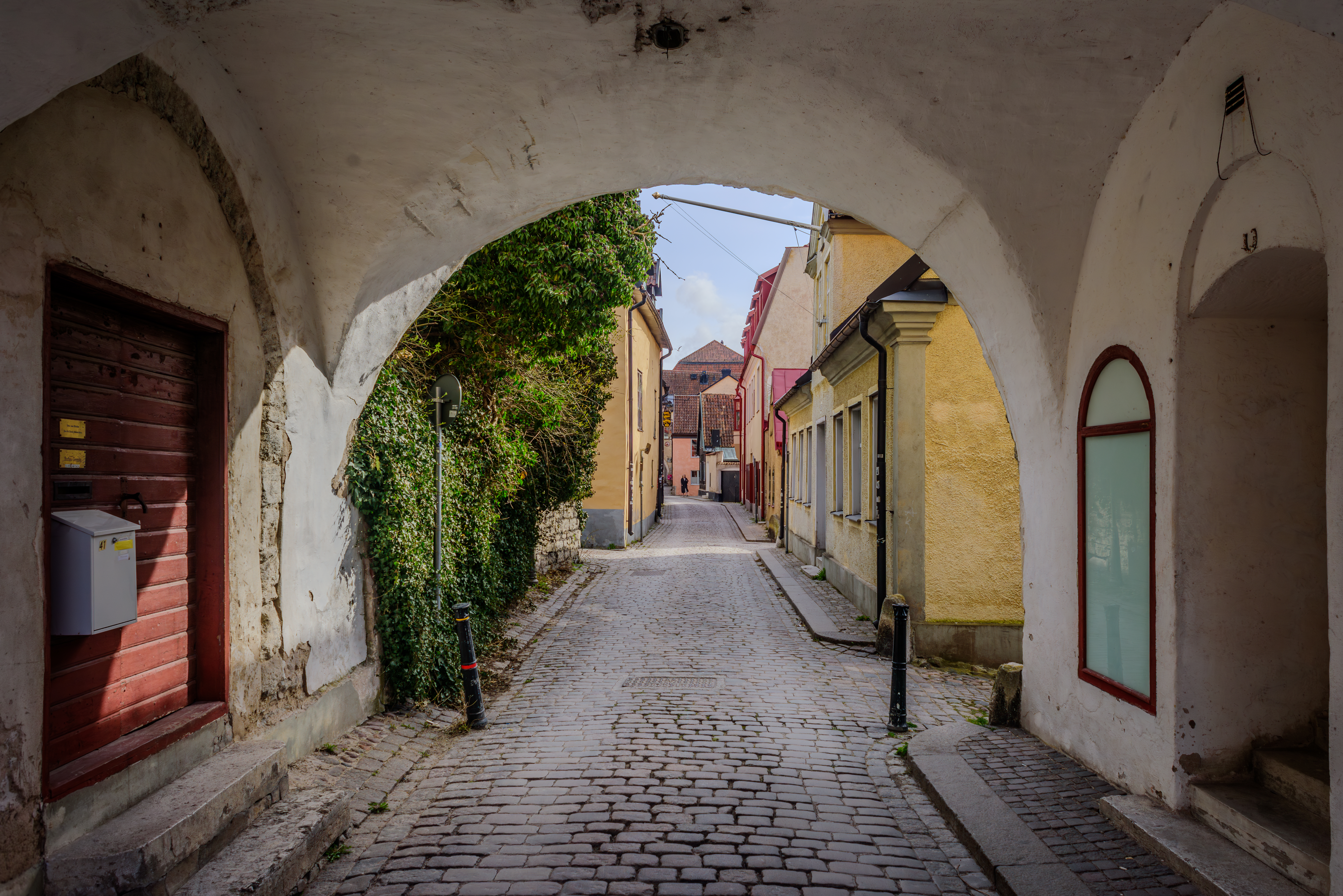
Sankt Hansgatans valv genom fastigheten.
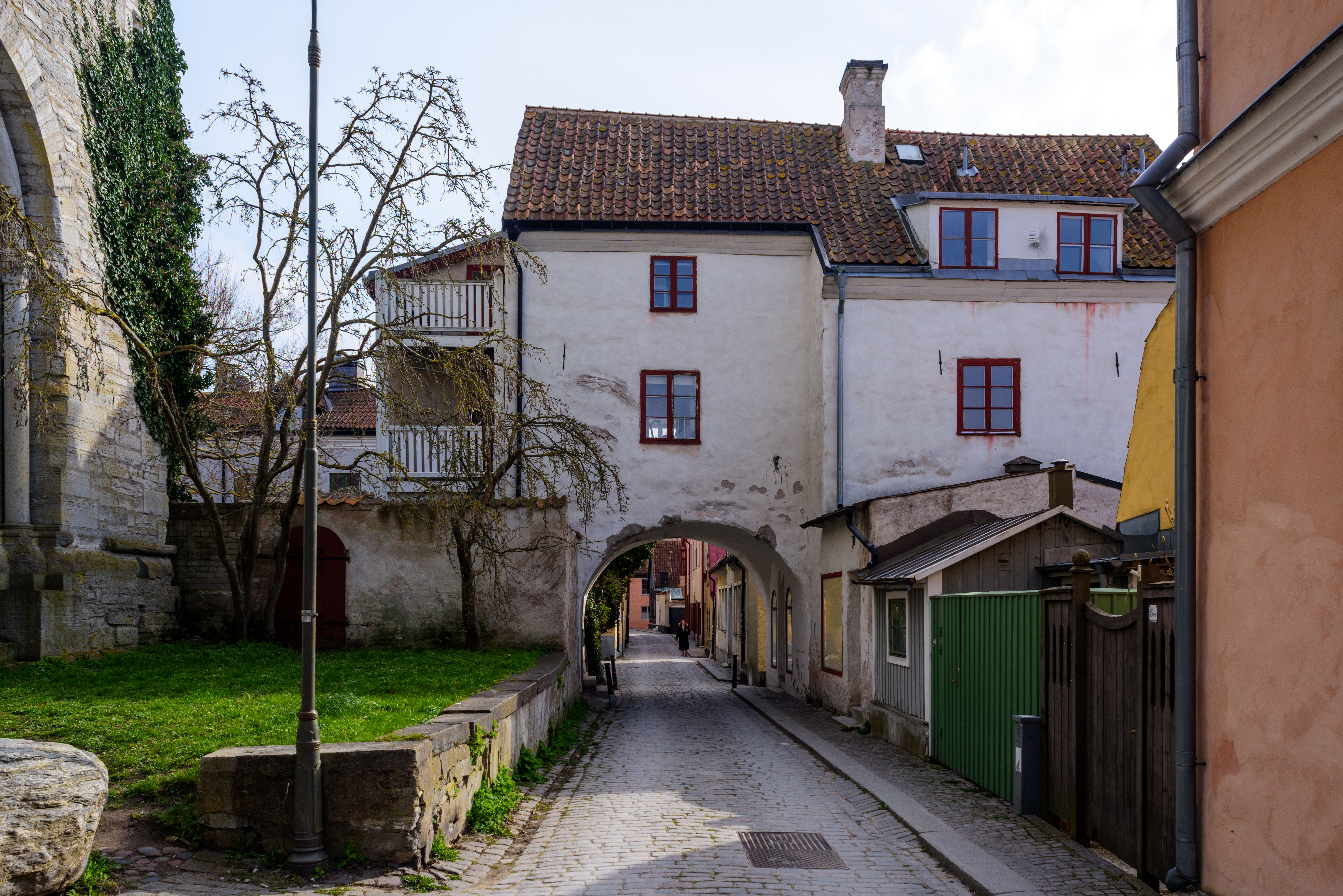
Fasad mot norr Sankt Lars kyrkoruin till vänster.